# Diadegma mandschukuonum
Diadegma mandschukuonum là một loài tò vò trong họ Ichneumonidae.